# Ioan Pori
Ioan Pori sau Ioan Porj (n. 1879, Dușești, Bihor – d. 1934) a fost un deputat în Marea Adunare Națională de la Alba Iulia, organismul legislativ reprezentativ al „tuturor românilor din Transilvania, Banat și Țara Ungurească”, cel care a adoptat hotărârea privind Unirea Transilvaniei cu România, la 1 decembrie 1918.:p. 77

## Biografie
S-a născut în 1879, în Dușești, Bihor. Nu a avut studii. A decedat în 1934, în Dușeșeti.:p. 109

## Activitate politică
A fost un deputat în Marea Adunare Națională de la Alba Iulia, unde a reprezentat cercul Ceica, județul Bihor.:p. 109